# Hatteras (Carolina do Norte)
Hatteras é um lugar designado pelo censo do condado de Dare no estado estadounidense da Carolina do Norte.

## Lista de marcos
A relação a seguir lista as entradas do Registro Nacional de Lugares Históricos em Hatteras. O primeiro marco foi designado em 17 de fevereiro de 1978 e o mais recente em 8 de dezembro de 2015.
- Ellsworth and Lovie Ballance House
- Hatteras Weather Bureau Station
- U-576 e BLUEFIELDS (naufrágio e restos)